# Gustaf Larson
Gustaf Larson (Vintrosa, 8 juli 1887 - Båstad, 4 juli 1968) was een Zweeds ingenieur en medeoprichter van het Volvo-concern, dat later is gesplitst in de Volvo Car Corporation en AB Volvo.
Gustaf Larson behaalde de graad van master of science in werktuigbouwkunde aan de technische universiteit Kungliga Tekniska högskolan te Stockholm. In juni 1924 ontmoette hij zijn oude vriend Assar Gabrielsson die met hem zijn plan besprak om een Zweedse auto te ontwikkelen. Larson nam deel aan het project en samen ontwikkelden ze de (pas later zogenoemde) Volvo ÖV4. Larson werd aanvankelijk nog doorbetaald door zijn toenmalige werkgever AB Galco. Contractueel was vastgelegd dat hij pas betaald kreeg als op 1 januari 1928 honderd auto's zouden zijn gebouwd.
Met een prototype van de ÖV4 overtuigden ze Gabrielson's werkgever SKF om het bedrijfsonderdeel Volvo vrij te geven voor de productie van personenauto's en dit te financieren. Per 1 januari 1927 werd Assar Gabrielsson algemeen directeur van het "vernieuwde" AB Volvo en Gustaf Larson verliet AB Galco en werd zijn technisch directeur en vice-directeur. Larson werd uitbetaald en Galco werd schadeloos gesteld. Larson bleef tot zijn dood in 1968 in dienst bij Volvo.